# Ben Blood
Ben Blood (ur. 15 marca 1989 w Plymouth) – amerykański hokeista.
Jego siostry Erin (ur. 1986) i Molly (ur. 1999), kuzyn Nick (ur. 2003), kuzynka Grace (ur. 2000) oraz dalszy kuzyn Danny Kristo (ur. 1990)
także zostali hokeistami.

## Kariera
- Shattuck St. Mary's 18U Prep (2005-2007)
- Des Moines Buccaneers (2007)
- Indiana Ice (2007-2008)
- North Dakota Fighting Hawks (2008-2012)
- Binghamton Senators (2012-2014)
- Elmira Jackals (2012-2014)
- Wheeling Nailers (2014)
- Stjernen Hockey (2014-2015)
- Pelicans (2015-2017)
- Ässät (2017-2018)
- Cardiff Devils (2018)
- Tappara (2018-2021)
- EC Graz 99ers (2021-2022)
- Cracovia (2022)
- Pelicans (2022-)

Od 2008 przez cztery sezony grał w barwach drużyny z Uniwersytetu Dakoty Północnej w akademickich rozgrywkach NCAA. Następnie był zawodnikiem w zespołach rozgrywek AHL i ECHL. W listopadzie 2014 został zaangażowany do norweskiej drużyny Stjernen Hockey w GET-ligaen. Od 2015 przez dwa lata był graczem fińskiego klubu Pelicans Lahti w elitarnych rozgrywkach Liiga. Następnie przeszedł do Porin Ässät w tej samej lidze. W lipcu 2018 związał się kontraktem z walijskim klubem Cardiff Devils w brytyjskich rozgrywkach EIHL. Stamtąd w listopadzie 2018 przeszedł do fińskiego klubu Tappara Tampere i grał tam przez trzy sezony. W maju 2022 został zaangażowany przez austriacki klub EC Graz 99ers z ligi ICEHL. W sierpniu 2022 ogłoszono jego transfer do Cracovii w Polskiej Hokej Lidze. W barwach te drużyny grał jedynie w meczach towarzyskich przed sezonem, gdy doznał kontuzji. W listopadzie 2022 ponownie trafił do Pelicans Lahti.
W 2007 reprezentował Stany Zjednoczone na turnieju World Junior A Challenge.

## Sukcesy
Reprezentacyjne
- Brązowy medal World Junior A Challenge: 2007

Klubowe
- Złoty medal NCAA (WCHA): 2010, 2011, 2012 z North Dakota Fighting Hawks
- Puchar Tatrzański: 2016 z Pelicans
- Brązowy medal mistrzostw Finlandii: 2019 z Tappara
- Hopealuistin: 2020 z Tappara